# Station Jaworzno
Station Jaworzno Główne is een spoorwegstation in de Poolse plaats Jaworzno.